# 100 meter häck för damer i friidrott vid olympiska sommarspelen 1992
100 meter häck för damer vid olympiska sommarspelen 1992 i Barcelona avgjordes 7 augusti. 

## Medaljörer
| Gren           | Guld                        | Guld  | Silver               | Silver | Brons                        | Brons |
| 100 meter häck | Voula Patoulidou · Grekland | 12,64 | LaVonna Martin · USA | 12,69  | Jordanka Donkova · Bulgarien | 12,70 |

## Resultat
- Q innebär avancemang utifrån placering i heatet.
- q innebär avancemang utifrån total placering.
- DNS innebär att personen inte startade.
- DNF innebär att personen inte fullföljde.
- DQ innebär diskvalificering.
- NR innebär nationellt rekord.
- OR innebär olympiskt rekord.
- WR innebär världsrekord.
- WJR innebär världsrekord för juniorer
- AR innebär världsdelsrekord (area record)
- PB innebär personligt rekord.
- SB innebär säsongsbästa.
- w innebär medvind > 2,0 m/s

### Final
| Placering | Final                    | Tid   |
| --------- | ------------------------ | ----- |
|           | Voula Patoulidou (GRE)   | 12,64 |
|           | LaVonna Martin (USA)     | 12,69 |
|           | Jordanka Donkova (BUL)   | 12,70 |
| 4.        | Lynda Tolbert (USA)      | 12,75 |
| 5.        | Gail Devers (USA)        | 12,75 |
| 6.        | Aliuska López (CUB)      | 12,87 |
| 7.        | Natalja Kolovanova (EUN) | 13,01 |
| 8.        | Odalys Adams (CUB)       | 13,57 |

### Semifinaler
| Placering | Heat 1                   | Tid   |
| --------- | ------------------------ | ----- |
| 1.        | Lynda Tolbert (USA)      | 13,10 |
| 2.        | Gail Devers (USA)        | 13.14 |
| 3.        | Natalja Kolovanova (EUN) | 13.15 |
| 4.        | Aliuska López (CUB)      | 13.16 |
| 5.        | Anne Piquereau (FRA)     | 13.32 |
| 6.        | Gillian Russell (JAM)    | 13.35 |
| 7.        | Zhang Yu (CHN)           | 13.39 |
| 8.        | Kristin Patzwahl (GER)   | 13.44 |
| 9.        | Brigita Bukovec (SLO)    | 13.68 |

| Placering | Heat 2                      | Tid   |
| --------- | --------------------------- | ----- |
| 1.        | LaVonna Martin (USA)        | 12,81 |
| 2.        | Jordanka Donkova (BUL)      | 12.87 |
| 3.        | Voula Patoulidou (GRE)      | 12.88 |
| 4.        | Odalys Adams (CUB)          | 13.14 |
| 5.        | Marina Aziabina (EUN)       | 13.22 |
| 6.        | Gabriele Roth (GER)         | 13.22 |
| 7.        | Dionne Rose (JAM)           | 13.22 |
| —         | Cécile Cinelu (FRA)         | 13.24 |
| —         | Ljudmila Narozjilenko (EUN) | DNS   |

### Kvartsfinaler
| Placering | Heat 1                | Tid   |
| --------- | --------------------- | ----- |
| 1.        | LaVonna Martin (USA)  | 12,82 |
| 2.        | Aliuska López (CUB)   | 13.01 |
| 3.        | Gillian Russell (JAM) | 13.23 |
| 4.        | Marina Aziabina (EUN) | 13.26 |
| 5.        | Brigita Bukovec (SLO) | 13.28 |
| 6.        | Zhang Yu (CHN)        | 13.28 |
| 7.        | Katie Anderson (CAN)  | 13.31 |
| 8.        | Sylvia Dethier (BEL)  | 13.32 |

| Placering | Heat 2                   | Tid   |
| --------- | ------------------------ | ----- |
| 1.        | Jordanka Donkova (BUL)   | 12,84 |
| 2.        | Lynda Tolbert (USA)      | 12.96 |
| 3.        | Voula Patoulidou (GRE)   | 13.05 |
| 4.        | Natalja Kolovanova (EUN) | 13.06 |
| 5.        | Cécile Cinelu (FRA)      | 13.07 |
| 6.        | Kristin Patzwahl (GER)   | 13.16 |
| 7.        | Dionne Rose (JAM)        | 13.17 |
| 8.        | Liliana Nastase (ROU)    | 13.33 |

| Placering | Heat 3                      | Tid   |
| --------- | --------------------------- | ----- |
| 1.        | Gail Devers (USA)           | 12,76 |
| 2.        | Ljudmila Narozjilenko (EUN) | 13.06 |
| 3.        | Anne Piquereau (FRA)        | 13.17 |
| 4.        | Odalys Adams (CUB)          | 13.26 |
| 5.        | Gabriele Roth (GER)         | 13.28 |
| 6.        | Zhu Yuqing (CHN)            | 13.31 |
| 7.        | Jacqueline Agyepong (GBR)   | 13.36 |
| 8.        | Michelle Freeman (JAM)      | 15.84 |

### Försöksheat
| Placering | Heat 1                      | Tid   |
| --------- | --------------------------- | ----- |
| 1.        | Ljudmila Narozjilenko (EUN) | 13,04 |
| 2.        | Liliana Nastase (ROU)       | 13.23 |
| 3.        | Cécile Cinelu (FRA)         | 13.40 |
| 4.        | Brigita Bukovec (SLO)       | 13.45 |
| 5.        | Maria Mardomingo (ESP)      | 13.58 |
| 6.        | Anu Kaljurand (EST)         | 13.81 |
| 7.        | Eunice Barber (SLE)         | 15.01 |
| —         | Yasmina Kettab-Azzizi (ALG) | DNS   |

| Placering | Heat 2                    | Tid   |
| --------- | ------------------------- | ----- |
| 1.        | Michelle Freeman (JAM)    | 12,90 |
| 2.        | Kristin Patzwahl (GER)    | 13.11 |
| 3.        | Gail Devers (USA)         | 13.19 |
| 4.        | Natalja Kolovanova (EUN)  | 13.20 |
| 5.        | Zhu Yuqing (CHN)          | 13.22 |
| 6.        | Lesley-Ann Skeete (GBR)   | 13.42 |
| 7.        | Thu Hang Nguyen-Thi (VIE) | 15.16 |

| Placering | Heat 3                      | Tid   |
| --------- | --------------------------- | ----- |
| 1.        | Jordanka Donkova (BUL)      | 12,96 |
| 2.        | Aliuska López (CUB)         | 13.08 |
| 3.        | Marina Aziabina (EUN)       | 13.10 |
| 4.        | Jacqueline Agyepong (GBR)   | 13.25 |
| 5.        | Dionne Rose (JAM)           | 13.29 |
| 6.        | Katie Anderson (CAN)        | 13.33 |
| 7.        | Monique Ewanjé-Épée (FRA)   | 13.73 |
| 8.        | Louisette Renee Thobi (CMR) | 14.37 |

| Placering | Heat 4                      | Tid   |
| --------- | --------------------------- | ----- |
| 1.        | LaVonna Martin (USA)        | 12,82 |
| 2.        | Gillian Russell (JAM)       | 13.07 |
| 3.        | Sylvia Dethier (BEL)        | 13.19 |
| 4.        | Zhang Yu (CHN)              | 13.26 |
| 5.        | Nicole Ramalalanirina (MAD) | 13.40 |
| 6.        | Sriyani Kulawansa (SRI)     | 13.55 |
| —         | Caren Jung (GER)            | DQ    |
| —         | Julie Baumann (SUI)         | DNS   |

| Placering | Heat 5                    | Tid   |
| --------- | ------------------------- | ----- |
| 1.        | Lynda Tolbert (USA)       | 12,96 |
| 2.        | Anne Piquereau (FRA)      | 13.11 |
| 3.        | Gabriele Roth (GER)       | 13.12 |
| 4.        | Voula Patoulidou (GRE)    | 13.14 |
| 5.        | Odalys Adams (CUB)        | 13.28 |
| 6.        | Kay Morley-Brown (GBR)    | 13.44 |
| 7.        | Chan Sau Ying (HKG)       | 13.88 |
| 8.        | Elizabeta Pavlovska (IOP) | 14.26 |